# Андрес Леш
Андрес Леш (нім. Andreas Lesch; нар. 4 січня 1966) — колишній німецький тенісист.
Найвищу одиночну позицію світового рейтингу — 301 місце досяг 14 червня 1993, парну — 284 місце — 11 липня 1988 року.

## Титули на челленджерах

### Парний розряд: (1)
| Ранг | Рік  | Турнір          | Покриття | Партнер      | Суперники у фіналі                   | Рахунок у фіналі |
| ---- | ---- | --------------- | -------- | ------------ | ------------------------------------ | ---------------- |
| 1.   | 1988 | Паріолі, Італія | Ґрунт    | Торбен Тайне | Массімо Сієрро Алессандро де Мінісіс | 6–3, 6–1         |